# Das Elfenbeinkind
Das Elfenbeinkind ist ein Roman des britischen Autors Henry Rider Haggard (1856–1925). Das Buch wurde erstmals 1916 unter dem Titel The Ivory Child veröffentlicht; die erste deutsche Übersetzung erschien 1925.

## Inhalt
Bei einem Aufenthalt in England lernt der Jäger und Afrikareisende Allan Quatermain Lord Ragnall, dessen Verlobte Luna Holmes und Lord Ragnalls vornehmen Butler Savage kennen. Während einer Abendgesellschaft auf Lord Ragnalls Landsitz erhält Quatermain Besuch von zwei Zauberern vom Volk der Weißen Kendah, Harut und Marut.
Sie bitten Quatermain, ihrem Volk im Kampf gegen die Schwarzen Kendah und ihren König Simba beizustehen. Die Schwarzen Kendah beten zu Jana, einem Dämon in Gestalt eines riesigen Elefanten, während die Weißen Kendah eine Göttin namens Elfenbeinkind anbeten, die sie vor Jana beschützt. Noch in der gleichen Nacht versuchen Harut und Marut vergeblich, Miss Holmes zu entführen, die sie für das wiedergeborene Elfenbeinkind halten.
Jahre später suchen Lord Ragnall und Savage Quatermain in dessen Haus in Durban auf. Lord Ragnall und Miss Holmes haben geheiratet und einen Sohn bekommen. Dieser Sohn wird von einem wütenden Elefanten beim Besuch einer herumreisenden Tierschau getötet, indem er ihn mit dem Rüssel hoch in die Luft schleudert, so dass er auf dem Boden tot liegenbleibt.
Um den Tod ihres kleinen Sohnes zu verarbeiten, reisen Lord und Lady Ragnall nach Ägypten. Dort verschwindet Lady Ragnall während einer Kreuzfahrt auf dem Nil. Quatermain vermutet nun, dass Lady Ragnall von Harut und Marut entführt wurde. Gemeinsam mit Lord Ragnall, Savage und seinem anhänglichen Diener Hans einem „Hottentotten“ (Khoikhoi) bricht Quatermain zu einer Reise in das Innere Afrikas auf.
Unterwegs begegnen sie Harut und Marut, die sie in das Land der Weißen Kendah führen wollen, wo Quatermain Jana töten soll. Im Lande der Schwarzen Kendah, das sie auf ihrem Weg durchqueren müssen, werden sie von König Simba und seinen Soldaten erwartet. Im anschließenden Gefecht werden Quatermain, Marut und einige Weiße Kendah gefangen genommen und in die Stadt der Schwarzen Kendah gebracht.
Bei ihrer Gefangennahme droht Marut Simba damit, dass die Flüche des Elfenbeinkindes über die Schwarzen Kendah kommen, wenn ihnen etwas zustößt. Ein Zauberer der Schwarzen Kendah stirbt, als er mit Quatermains Pistole herumspielt und sich versehentlich ein Schuss löst. Daraufhin überlässt Simba trotz Maruts Warnung alle Weißen Kendah, die mit Quatermain und Marut in Gefangenschaft gerieten. Daraufhin vernichtet ein gewaltiger Hagel die Ernte der Schwarzen Kendah.
Weil er Angst vor seinen Gefangenen hat, lässt Simba Marut und Quatermain frei. Er eskortiert sie zum Ufer des Flusses, der die Grenze zwischen dem Land der Schwarzen Kendah und dem der Weißen Kendah bildet. Den Rest des Weges zur Stadt der Weißen Kendah müssen die Freigelassenen nach Einbruch der Nacht zu Fuß zurücklegen. Dabei werden sie im Wald von dem Elefanten Jana angegriffen, der Marut tötet, indem er ihn mit seinem Rüssel hoch in die Luft schleudert, so dass Marut tot am Boden liegenbleibt. Quatermain wird von seinem plötzlich auftauchenden Diener Hans gerettet. Nachdem Jana Hans Hut gefressen hat, nagelt Hans Janas Rüssel mit einem Messer an einen Baum. Hans und Quatermain können fliehen.
Quatermain findet sich zusammen mit Hans, Lord Ragnall und Savage in einem Haus wieder, das in der Stadt der Weißen Kendah am Fuße eines Berges liegt. Lady Ragnall erscheint Lord Ragnall und Savage im Traum und erklärt ihnen, dass sie sich auf dem Berg befindet. Da sich Quatermain immer noch von den zurückliegenden Strapazen erholen muss, beschließen Lord Ragnall und Savage, allein den Berg zu besteigen und die Lady befreien.
Der einzige Weg auf den Gipfel führt durch eine Höhle. Beim Durchqueren der Höhle wird Savage von einer riesigen Schlange getötet; der Lord muss zu seinen Gefährten zurückkehren. Hans vergiftet die Schlange, indem er sie mit einer jungen Ziege, deren Fell er vorher mit Arsen eingerieben hat, anlockt. Da die Schlange nun tot ist, können Quatermain und seine Gefährten gefahrlos den Berg besteigen.
Auf dem Gipfel lebt Lady Ragnall als Priesterin in einem Tempel, der in einer Art natürlichem Amphitheater liegt. Als Quatermain und seine Gefährten dort eintreffen, verkündet gerade ein Orakel durch Haruts Stimme, dass Jana und die Schwarzen Kendah in das Land der Weißen Kendah einfallen werden. Nur Quatermain und seine Gefährten können die Weißen Kendah retten. Die Priester des Orakels gehen auf Quatermains Forderung ein, Lady Ragnall freizugeben und ihnen allen freies Geleit zu gewähren, sobald Jana tot ist.
Die Gefährten warten mit Harut und den anderen Priestern im Tempel auf die Ankunft der Schwarzen Kendah. Tatenlos müssen sie mit ansehen, wie die Stadt der Weißen Kendah geplündert und in Brand gesteckt wird. Die Schwarzen Kendah, in deren Gefolge sich tatsächlich Jana befindet, nähern sich nun dem Tempel. Die Männer versuchen vergeblich, Jana niederzuschießen. Im letzten Moment opfert sich Hans, in dem er Jana gegenübertritt und ihn tötet, indem er ihm mit seiner alten Elefantenbüchse direkt in sein Maul schießt. Mit letzter Kraft tötet Jana Hans, in dem er ihn hoch in die Luft schleudert, ehe der Elefant zusammenbricht.
Das Elfenbeinkind ist ein unbekannter Roman Henry Rider Haggards mit dem Jäger Allan Quatermain als Hauptfigur. Eine große Rolle spielt auch der „Hottentotte“ Hans, der eher Quatermains Freund als sein Diener ist. Hans diente schon Allan Quatermains Vater, der im Buch als „der Prediger“ bezeichnet wird. Er hat eine Schwäche für Alkohol, insbesondere den Buren-Gin Square Face und raucht eine Maiskolbenpfeife. Hans hat Quatermain schon auf mehreren Reisen begleitet und ist sein treuer Diener. Sie sind beide durch die vielen gemeinsam erlebten Abenteuer verbunden.
Hans Gegenstück ist Lord Ragnalls Diener Savage, der seinem Namen (savage = wild) keine Ehre macht. Selbst in der Wildnis wahrt er die Form und wirkt durch sein vornehmes Benehmen in Afrika deplatziert. In England zaubern Harut und Marut Schlangen in Savages Taschen, später hat Savage Träume, in denen Schlangen auf dem Boden herumkriechen. Kurz vor seinem Tod hat Savage eine Vorahnung, dass er nicht mehr lange zu leben hat und gibt Quatermain einen Brief für seine alte Mutter. Selbst Hans trauert nach dessen Tod um Savage, weil der ihn immer nett behandelte.
Eine entscheidende Rolle spielen Elefanten in der Geschichte. In England hat Quatermain die Vision eines Elefantenfriedhofes und einer Flucht vor Jana durch den nächtlichen Urwald, eine Vision, die später Wahrheit wird. Lord Ragnalls Sohn wird von einem wütenden Elefanten getötet. Der Elefant Jana ist ein schrecklicher Dämon, der nachhaltig Angst und Schrecken verbreitet. Selbst Quatermain fürchtet ihn; die Kapitel, in denen er vor Jana durch den nächtlichen Wald flieht, sind die besten des ganzen Romans.

## Ausgaben
- Erstdruck: The Ivory Child. In: The Blue Book Magazine. Februar bis September 1915.
- Erstausgabe: The Ivory Child.Cassell & Company, 1916.
- Englisch: The Ivory Child.Forgotten Books, 2012, ISBN 978-1-4510-1743-4.
- Deutsche Erstübersetzung: Das Elfenbeinkind. Übersetzt von Artur Heye. Safari-Verlag, Berlin 1925.
- Taschenbuch: Das Elfenbeinkind. Heyne SF&F #4369, 1987, ISBN 3-453-00413-2.
- E-Book: Quatermain und das Elfenbeinkind : Ein Abenteuerroman aus Afrika. Übersetzt von Jürgen Schulze und Arthur Heye. Neuss Null Papier Verlag, 2017, ISBN 978-3-95418-888-8.